# Felix Woyrsch
Felix Woyrsch, född 8 oktober 1860 i Troppau, Schlesien, död 20 mars 1944 i Altona, var en tysk tonsättare. 
Woyrsch var dirigent och organist i Altona, med professors titel sedan 1901. Bland hans kompositioner märks oratorierna Die Geburt Jesu, Passionsoratorium och Totentanz, symfonisk prolog till Dante Alighieris "Divina commedia", två symfonier, ouvertyr till "Hamlet", tre Böcklinfantasier, operorna Der Pfarrer von Meudon, Der Weiberkrieg och Wikingerfahrt, en mängd körsånger och visor, en stråkkvartett, en violinkonsert och pianostycken.